# لیانگ شیائومی
لیانگ شیائومی (انگلیسی: Liang Xiaomei; ۲۰ سپتامبر ۱۹۹۷) وزنه‌بردار زن اهل چین است.